# L'isola della violenza
L'isola della violenza (Hero's Island) è un film del 1962 diretto da Leslie Stevens.
È un film d'azione a sfondo avventuroso e drammatico statunitense con James Mason, Neville Brand e Kate Manx. È ambientato nel 1718 su un'isola al largo delle coste della Carolina del Nord.

## Produzione
Il film fu diretto, sceneggiato e prodotto (con James Mason) da Leslie Stevens per la Daystar Productions e girato sull'Isola di Santa Catalina, Channel Islands, California.

## Distribuzione
Il film fu distribuito con il titolo Hero's Island negli Stati Uniti dal 16 settembre 1962 al cinema dalla United Artists. È stato distribuito anche con il titolo  The Land We Love.
Altre distribuzioni:
- in Germania Ovest il 13 luglio 1962 (Insel der Gewalt)
- in Austria nel maggio del 1963 (Insel der Gewalt)
- in Finlandia il 10 maggio 1963 (Rosvosaari)
- in Danimarca il 19 agosto 1963 (Heltenes ø)
- in Belgio (L'île de la violence)
- in Brasile (A Terra que Amamos)
- in Grecia (To nisi ton iroon)
- in Italia (L'isola della violenza)

## Critica
Secondo Leonard Maltin il film è un "curioso mix di avventura e soap-opera".

## Promozione
Le tagline sono:
- Pioneers Of The Sea... Tamers Of The Land... Builders Of The Dream!
- Landmark of adventure!